# Justicia parimensis
Justicia parimensis är en akantusväxtart som beskrevs av D.C. Wasshausen. Justicia parimensis ingår i släktet Justicia och familjen akantusväxter. Inga underarter finns listade i Catalogue of Life.